# R2-45

Ron Hubbard, fundador de la Iglesia de la Cienciología y artífice del R2-45, en 1950

El R2-45 es el nombre dado por L. Ron Hubbard a lo que él describió como "un proceso enormemente efectivo de exteriorización pero su uso está desaprobado por esta sociedad en este momento". En la doctrina de la Cienciología, la exteriorización hace referencia a la separación del thetán (alma) del cuerpo, un fenómeno que Hubbard afirmaba que podía lograrse a través de auditaciones de la Cienciología. Dijo que el R2-45 es un proceso por el cual la exteriorización podría producirse disparando a una persona en la cabeza con una pistola de calibre .45. Este significado literal es admitido por la Iglesia de la Cienciología, aunque ellos niegan que sea en serio.

## Orígenes del R2-45
En el libro «La creación de la habilidad humana», Hubbard describe dos "rutas" de entrenamiento, con los ejercicios en la ruta 1 numerados del R1-4 al R1-15 y los ejercicios en la ruta dos numerados del R2-16 al R2-75. R2-45 es descrito simplemente como un "un proceso enormemente efectivo de exteriorización pero su uso está desaprobado por esta sociedad en este momento".
Existen varias relatos conflictivas sobre dónde y cuándo se originó R2-45 y cómo fue presentado por Hubbard. Según Stewart Lamont, en una de las conferencias que dio en el Curso de Doctorado de Filadelfia, que tuvo lugar del 1 al 19 de diciembre de 1952, Hubbard manifestó el R2-45 disparando un Colt 45 en el suelo del podio. George Malko da un relato ligeramente diferente en su libro de 1970 «Cienciología: la religión de ahora», escribiendo que "se dice que Hubbard salió al centro del escenario en uno de los congresos de la Cienciología en Washington D. C., a finales de los años cincuenta, sacó un .45 cargado de con cartuchos de fogueo, lo disparó a la audiencia y anunció al atónito conjunto: "¡Pensé que os gustaría ver cómo es el R2-.45!". Una película promocional de 2007 producida por la Iglesia de la Cienciología presenta un relato de testigos oculares de la demostración de Hubbard del R2-45. Según un cienciólogo veterano no identificado que apareció en la película, el R2-45 apareció por primera vez en una conferencia de 1954 dada por Hubbard en Phoenix, Arizona, en la que describió una serie de procesos de auditoría en orden numérico:

Cuando terminó de hablar sobre R2-44, salió con un atuendo del oeste completo como se podría ver en una película de John Wayne y con una pistola de seis disparos al cinto […] Luego dijo algo en el sentido de: "Y ahora tenemos R2-45", y sacó esta pistola y "¡blam!". Estaba cargada de cartuchos de fogueo, por supuesto, pero despertó a todos. Dijo algo en el sentido de: "Es un proceso muy efectivo para la exteriorización, pero la sociedad lo desaprueba en este momento". Y eso fue todo, no dijo una palabra más al respecto. Pero la casa se vino a bajo.

Décadas después, el hijo distanciado de Hubbard Ronald DeWolf dijo que había estado presente en una reunión donde su padre disparó una pistola al suelo para ilustrar R2-45. DeWolf comentó: "Pensé que estaba bromeando y que eran cartuchos de fogueo, pero no era así; había un agujero en el suelo. Era real; lo decía en serio".

## El R2-45 en las conferencias de Hubbard
Hubbard mencionó el R2-45 en varias conferencias más dadas a los cienciólogos en las décadas de 1950 y 1960. En la conferencia de 1956 Exteriorización, Hubbard se refirió de pasada al R2-45; una nota al pie en la transcripción refiere el proceso como si fuera "usado humorísticamente". In a lecture of 1958, Hubbard commented that "Death is not the same as clearing but there is, remember, R2-45. It's a very valid technique. A lot of people have used it before now." Él dijo en una conferencia de 1959 que "incluso los policías o los gánsteres" podrían hacerse "clear" fuera de la persona "tomando un Webley 38 o Smith & Wesson, o Colt o algo como esto y haciendo el R2-45". Un extracto de esta conferencia fue publicado en Internet en 2009 por WikiLeaks. En una conferencia de 1961, él dijo: "Si eso te falla, tú siempre tienes el suicidio. Tu podrías proponerle eso al pc [preclear]. Eso podría resolver sus problemas. 'R2-45' por sus variantes - varias otras técnicas". Él lo llamó un "gran proceso" que podría "volar la cabeza de un pc" en otra conferencia unos meses después, a lo que la transcripción registra que la audiencia respondió con risas.

## R2-45 en la práctica
Algunos críticos de la Cienciología y ex-cienciólogos han alegado que el R2-45 era invocado por Hubbard para autorizar el asesinato de individuos considerados como antagonistas de la Iglesia de la Cienciología. No hay evidencia de que alguna vez haya sido puesto en práctica y Hubbard no explicitó la definición del R2-45 en sus escritos. Representantes de la Iglesia de la Cienciología han dicho que la descripción de Hubbard del R2-45 "fue acuñada como una broma - no está autorizado, y yo estoy preocupado cuando ocasionalmente 'falla' como broma si es tomado literalmente".
En dos ocasiones separadas el uso del R2-45 en individuos específicos fue publicado en una prominente revista de la Cienciología. El 6 de marzo de 1968 Hubbard lanzó un memorándum interno titulado «Raqueta expuesta», en el cual denunció a doce personas como "Enemigos de la humanidad, del planeta y de toda vida" y ordenó que "cualquier miembro de la Organización del Mar que contactara con alguno de ellos usara el Proceso de Auditación R2-45". El memorándum fue posteriormente reproducido, con otro nombre añadido, en el periódico interno de la Cienciología «El auditor». Another four people were named in a second R2-45 order published in The Auditor later in 1968. Stephen A. Kent de la Universidad de Alberta caracteriza a las órdenes como esta como demostraciones de "manifestaciones del narcisismo maligno de Hubbard y, más específicamente, de su ira narcisista". El «News-Herald» de Santa Rosa informó en 1982 que "Los abogados han descubierto una evidencia que sugiere que entre 1975 y 1977, durante la investigación de la secta del FBI, se llevaron a cabo reuniones de ejecutivos de la Cienciología en las que hubo discusiones relacionadas con la 'auditoría' de miembros de alto nivel del FBI con el proceso de auditoría R2-45."